# Unwritten Law
Unwritten Law é uma banda de rock americana formada em 1990 em Poway, Califórnia (subúrbio de San Diego). Atualmente na gravadora Suburban Noize.

## História

### Formação da banda
Unwritten Law foi formada em Poway, Califórnia em 1990. O primeiro baterista, Wade Youman, geralmente leva o crédito por criação da banda. Um considerável número de músicos apareceram antes da chegada de Scott Russo nos vocais, Steve Morris e Rob Brewer nas guitarras e John Bell no baixo. Em 1992 lançam seu primeiro cassete, sucedido pelo vinil Blurr . A banda rapidamente se estabeleceu na bem-sucedida cena musical do início dos anos 1990 de San Diego que também incluia outras bandas como Blink-182, Buck-O-Nine, Sprung Monkey, Drive Like Jehu e Rocket from the Crypt.

### Primeiros álbuns
Em 1994 gravam seu primeiro álbum, Blue Room, o qual foi lançado pela gravadora local Red Eyes Records. Estabeleceram um estilo punk rock e construíram sua reputaçao através de shows na cena local e pelos arredores de San Diego. As canções "CPK", "Shallow" e "Suzanne" tornaram-se as favoritas dos fãs da cena local e permaneceram no seu set list pelos anos seguintes. O álbum atraiu a atenção da gravadora Epic Records, com a qual assinaram contrato e relançaram Blue Room um ano após o lançamento original. 
O segundo álbum, Oz Factor, foi lançado em 1996. As canções "Denied" e "Superman" foram lançadas em forma de compactos e chegaram a ser tocadas por várias estações de rádio da Califórnia. No ano seguinte a banda entrou em turnê pelos Estados Unidos ao lado de bandas como Blink-182 e Pennywise.

### Unwritten Lawe turnês seguintes
Em 1997 assinam contrato com o selo Interscope Records e o baixista John Bell deixa a banda. O baixista Micah Alvao se junta a banda em Seattle para a gravação de seu álbum auto intitulado Unwritten Law, lançado em 1998. As canções "Lonesome", "Cailin" e "Teenage Suicide" tiveram pequeno impacto nas estações de rádio. Pat "PK" Kim (anteriormente da banda Sprung Monkey) entrou para a banda como baixista definitivo e a banda entrou para a turnê Warped Tour que atravessou a América do Norte, a Europa e a Austrália. Na Austrália a banda mostrou-se dedicada e entusiasmada. Eles retornaram lá nos anos seguintes para lançamentos de singles e peformaces ao vivo exclusivas para o país.

### Auge do sucesso
A banda passou bastante tempo preparando seu próximo lançamento: o álbum Elva. O álbum apresentou uma mudança de estilo, saindo do até então etabelecido punk rock para um hard rock mais acessível. O primeiro compacto "Up All Night" tornou-se popular, mas foi com a canção "Seein Red" e seu vídeo musical que trouxe a banda para o topo da lista das bandas de metal alternativo nos Estados Unidos da América. Entraram em uma longa turnê para divulgar o álbum, junto de bandas como Sum 41 e The Used.
Em 2003 a banda foi convidada por VH1 para filmar um episódio da série acústica Music in High Places. O convite aconteceu por acidente: a estação esperava contactar Jimmy Eat World mas contactou a assesoria do Unwritten Law por acidente. A banda gravou canções acústicas em vários locais do Yellowstone National Park. Eles prepararam as gravações para lançá-las como um álbum, mas a Interscope recusou-se a lançá-lo. A banda terminou seu contrato com a Interscope e assinaram com a Lava Records, que lançou Music in High Places em formato de CD e em um DVD conhecido como Live in Yellowstone. A canção "Rest of My Life" desta apresentação teve grande repercussão nacional.

### Mudanças de formação
Pouco tempo depois de lançar Music in High Places o baterista Wade Youman foi retirado da banda por motivos pessoais e profissionais. Para a gravação do próximo álbum Here's to the Mourning os bateristas Adrian Young do No Doubt e Tony Palermo do Pulley uniram-se a banda no estúdio. A banda encontrou muita afinidade com Palermo durante as gravações. Com isso, por volta de 2005, no lançamento do álbum, ele tornou-se baterista definitivo da banda. Muitas das canções do disco tiveram participação (em relação à escrita das letras) da namorada do vocalista Scott Russo Aimee Allen com a qual ele tem um projeto paralelo conhecido como Scott & Aimee. Allen e Linda Perry ajudaram a escrever o primeiro compacto da banda "Save Me (Wake Up Call)" que alcançou a quinta posição nas tabelas de modern rock. Foi sucedido pelo compactos "She Says".
Em março de 2005 o guitarrista Rob Brewer foi demitido do Unwritten Law devido à disputas com Russo e outros membros da banda. A banda decidiu não procurar um novo guitarrista, mas continuar somente com quatro integrantes. Eles continuaram em turnê para divulgação de Here's to the Mourning nos Estados Unidos e internacionalmente.

### Atividade recente
Unwritten Law passou boa parte do ano de 2006 preparando uma coletânea conhecida como The Hit List, que foi lançada em 2 de janeiro de 2007. Ela inclui dezessete das canções mais famosas da banda, a maioria regravada pela nova formação, assim como duas novas conções incluído o primeiro compacto "Shoulda Known Better" e "Welcome to Oblivion". A gravadora Interscope também lançou uma coletânea intitulada 20th Century Masters: The Millenium Collection que inclui canções dos discos Unwritten Law e Elva. Em 3 de janeiro de 2007 a banda apresentou "Shoulda Known Better" no programa "Tonight Show with Jay Leno". Em julho do mesmo ano a banda embarcou em turnê pela América do Norte para divulgação do disco The Hit List com o baterista do projeto paralelo Scott & Aimee substituindo Palermo por mais da metade da turnê, uma vez que ele teve de ficar em casa por motivos pessoais.
Ainda em 2007 Tony Palermo foi para a banda Papa Roach. Já em 2008 o Unwritten Law preparou um novo DVD ao vivo chamado Live & Lawless.
Em Fevereiro de 2011, foi lançado um novo álbum, denominado Swan. O álbum, produzido pela gravadora Suburban Noize Records, contém 11 músicas.

## Discografia
1. 1994 - Blue Room
2. 1996 - Oz Factor
3. 1998 - Unwritten Law
4. 2002 - Elva
5. 2005 - Here's to the Mourning
6. 2007 - The Hit List
7. 2008 - Live and Lawless
8. 2011 - Swan

### Canções em filmes e jogos eletrônicos
Várias canções da banda foram incluídas em trilhas sonoras de filmes e jogos eletrônicos. "Cailin" é usada na trilha sonora do filme Coyote Ugly (2000) no qual a banda aparece tocando a canção e "Seein red" é tocada no filme "Grind". "Get Up" está contida no disco rígido do XBox 360 e é também usada no trailer do jogo Indigo Prophecy. "The Celebration Song" está contida no jogo "Need for Speed: Underground 2" e "Mx vs. ATV Unleashed", por fim, a canção "F.I.G.H.T." é usada em Burnout Revenge e Midnight Club 3: DUB Edition.